# Tofeja
La tofeja (AFI [ˈtʊ̯feiä] in piemontese) è un tipo di pentola in terracotta tipicamente canavesana, prodotta tradizionalmente a Castellamonte (TO), nel Canavese.

Di forma panciuta, è dotata di quattro manici fatti ad ansa e coperchio che chiude l'imboccatura, parecchio più piccola della circonferenza della pancia. Viene utilizzata principalmente per cuocere i "fagioli grassi", ricetta carnevalesca di fagioli con cotiche e altre parti di maiale tipica della zona del Canavese, ma poi estesa in altre parti del Piemonte.

Viene chiamato tofeja anche lo stesso piatto tipico. Nell'Eporediese il piatto tipico viene chiamato anche quajëtta, cioè cotichetta, mentre dove il rotolo di cotica di maiale è il preive, prete, poiché boccone prelibato destinato al sacerdote del paese.